# Contrada del Torchio
La Contrada del Torchio è stata una contrada di Milano appartenente al sestiere di Porta Ticinese.

## Confini

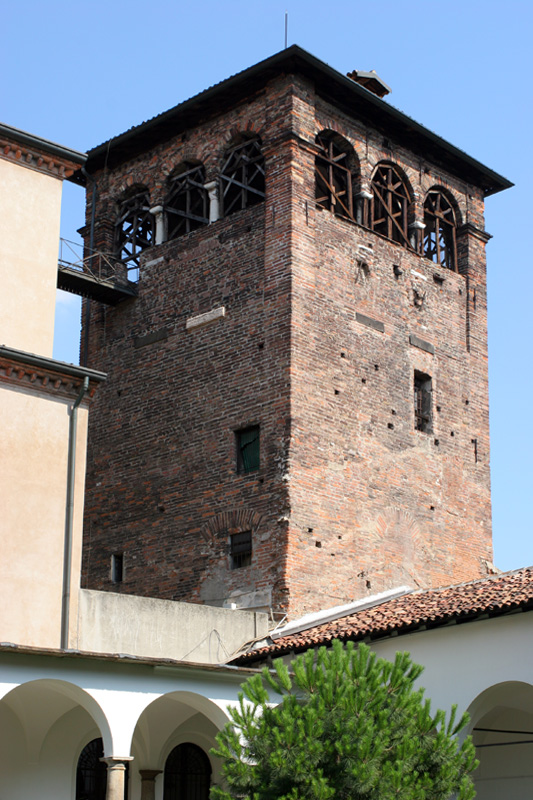
I resti della torre dei carceres, ovvero dei cancelli delle porte da cui partivano le bighe del circo romano di Milano. I resti di questa torre sono diventati in seguito il campanile della chiesa di San Maurizio. Ora fa parte del cortile del Civico museo archeologico di Milano

Il confine della contrada andava da piazza Mentana e piazza San Giorgio, dove confinava con la contrada delle Cornacchie, per poi proseguire fino al Carrobbio e continuare in via Cesare Correnti fino alla Cerchia dei Navigli. Lungo la Cerchia continuava fino alla Pusterla della Fabbrica per poi proseguire sino a piazza Mentana.

## Luoghi di culto
Tra le architetture degne di nota comprese entro i confini della contrada c'erano la chiesa di Santa Maria al Circo, la chiesa di San Materno, la chiesa di San Pietro in Camminadella e la chiesa di San Sisto.

## Storia
Fino al 1865 il nome della contrada era contrada del Torchio dell'olio, che derivava dal fatto che, in questa contrada, fu installato in tempi antichi il primo torchio oleario di Milano. In seguito nella contrada, e in via della Palla, si concentrarono la maggior parte degli oleifici di Milano. 
Il nome della chiesa di Santa Maria al Circo richiama la presenza, nelle sue vicinanze, del circo romano di Milano. Altra presenza storica situata entro i confini della contrada è la "Torre dei Malsani" (chiamata anche "Torraccia"), uno resto tangibili giunto sino noi delle porte cittadine romane, per la precisione di Porta Ticinese romana. È nota come "Torre dei Malsani" perché in seguito, persa la sua funzione difensiva, è stata destinata a lebbrosario. 
Il nome della chiesa di San Pietro in Camminadella richiamava invece la presenza, nei suoi pressi, delle mura cittadine e dei relativi camminamenti presidiati dai soldati. La chiesa di San Sisto aveva annesso un monastero, che è stato poi trasferito presso la basilica di San Vincenzo in Prato, basilica paleocristiana il cui nome originale era basilica virginum. 
Degno di nota il toponimo di via dei Medici. La prima ipotesi vuole la presenza di un antico ramo dell'omonima famiglia fiorentina oppure, più probabilmente, la presenza, in questa via, della corporazione cittadina dei medici condotti.  